# ОШ „Иса Бајић” Кула
ОШ „Иса Бајић” Кула једна је од основних школа у Кули. Налази се у улици Лењинова 28 у месту Кула.

## Историјат
Основна школа „Иса Бајић“ у Кули почиње са радом као осмогодишња школа школске 1951/52. године. Пре тога, школска зграда у улици Маршала Тита 115 изграђена је 1932. године, где је у почетку то била грађанска школа. Школска зграда у Лењиновој улици пуштена у рад од школске 1965/66. године.
Данашњи назив школа носи по значајном композитору, хоровођи, професору Исидору Бајићу, рођеном у Кули, од школске 1951/52. године.
У оквиру школе, ученицима су на располагању секције: литерарна, новинарска, ликовна, авиомоделарство, хор и оркестар, архитектура и грађевинарство, географија, историја, фудбал и још многе друге секције. Настава се одвија у две смене. Од страних језика, у школи се уче енглески и немачки језик. Школа организује и продужени боравак за своје ђаке.

### Иса Бајић
Иса Исидор Бајић је рођен у Кули 10. августа 1878.године. Умро је у Новом Саду 15. септембра 1915.године. Био је композитор, музички писац, педагог, мелограф, хоровођа и организатор музичког живота. После завршене основне школе у Кули, уписао се у Велику српску православну гимназију у Новом Саду. Школовање је наставио у Будимпешти где је завршио музичку академију. Четрнаест година је радио као учитељ певања и појања у Великој српској православној гимназији у Новом Саду. Радио је и дириговао ученичким хором, гудачким и тамбурашким оркестрима. Покренуо је Српски музички лист и, уз њега, нотну едицију Српска музичка библиотека. Као композитор користи српски народни мелос, зато многе његове композиције и јесу у народном духу. Аутор је песама „Зрачак вири“, “ Јесен стиже, дуњо моја“, “ По градини месец сија“,...Од песама за хорове истичу се „Загрљени слогом братском“, „Винска песма“, „Соколи“, „Еј, ко ти купи“... Године 1911. компоновао је једну од првих српских опера „Кнез Иво од Семберије“. Писао је оперете и комаде са певањем „Сеоска лола“, „Чучук Стана“, „Максим Црнојевић“...Поставио је темеље за процват музичког живота Новог Сада и Војводине, на којима се касније оснивају Опера, Војвођанска филхармонија и Академија уметности.